# West Virginia (U-Boot)
Die USS West Virginia  (SSBN-736) ist ein Atom-U-Boot der United States Navy und gehört der Ohio-Klasse an. Als Ship Submersible Ballistic Nuclear führt sie 24 Interkontinentalraketen mit.

## Geschichte
Die West Virginia wurde 1983 beim Konzern General Dynamics in Auftrag gegeben und im Oktober 1987 bei der zu GD gehörenden Werft von Electric Boat in Groton, Connecticut auf Kiel gelegt. Nach zwei Jahren war der Bau beendet, SSBN-736 wurde vom Stapel gelassen und durch Mrs. Robert C. Byrd getauft. Ein weiteres Jahr später, nach der Endausrüstung und den Werfterprobungsfahrten, im Oktober 1990, wurde die West Virginia in die Flotte der US Navy übernommen.
Heimathafen war von Beginn der Dienstzeit an das an der Atlantikküste gelegene Kings Bay, Georgia.
Anfang 2011 wird die West Virginia zur Halbzeit ihrer Dienstzeit in der Norfolk Naval Shipyard überholt. Dabei wird unter anderem der Reaktorkern mit neuem Kernbrennstoff aufgefüllt.